# Сайнфелд (телесериал)
«Са́йнфелд» (англ. Seinfeld) — американский телесериал в жанре комедии положений, транслировавшийся по NBC с 5 июля 1989 года по 14 мая 1998 года.
Действие сериала по большей части происходит в многоквартирном доме, в Верхнем Вест-Сайде, Манхэттен, в Нью-Йорке. Его описывают как «шоу ни о чем», которое фокусируется на мелочах повседневной жизни.

В 2002 году журнал «TV Guide» поместил сериал «Сайнфелд» на первую строчку в своём списке 50 лучших телешоу всех времён. В 2008 году журнал «Entertainment Weekly» поместил сериал «Сайнфелд» на третье место в списке 100 лучших телешоу за последние 25 лет после сериалов «Клан Сопрано» и «Симпсоны».
В 1994 году, когда состоялась премьера первых серий культового впоследствии сериала «Друзья», многие критики и зрители сравнивали его с «Сайнфелдом», часто в пользу последнего.

## Общие сведения
Джерри Сайнфелд и Ларри Дэвид характеризовали сериал как «шоу ни о чём». На момент выхода «Сайнфелд» сильно отличался от большинства ситкомов того времени. Его главные герои не были ни родственниками, ни коллегами, но до самого конца сериала оставались близкими друзьями.
Прототипами для всех главных действующих лиц, а также многих второстепенных персонажей стали друзья и знакомые Сайнфелда и Дэвида. Часть постоянных второстепенных героев были явными пародиями на реальных известных людей: например, Джакопо Петерман (Джон Петерман — известный американский бизнесмен) или миллиардер Джордж Штейнбреннер.

## Персонажи

### Джерри Сайнфелд
Джерри Сайнфелд (Джерри Сайнфелд) — главный персонаж в сериале, стендап-комик.
Часто выполняет роль «голоса разума» среди безумия, порождаемого людьми его круга.
Джерри — единственный персонаж, который появляется в каждой серии.
В квартире Джерри постоянно появляются его эксцентричные друзья: Джордж, Элейн и Крамер.
Сюжетные линии часто вовлекают романтические отношения Джерри.
Как правило, он находит мелкие нелепые причины для того, чтобы прекратить отношения.
Так, в одном случае он расстаётся с женщиной из-за того, что она ест горошины строго по одной;
в другом случае — из-за того, что у неё, при том что она супермодель, очень большие, «мужские», руки.

### Джордж Костанза
Джордж Костанза (Джейсон Александер) — лучший друг Джерри ещё со школьных времён.
Ярко выраженный невротик, чему в немалой степени способствовали его родители.
Он скуп, нечестен, мелочен, и часто завидует чужому успеху.
Часто изображается как неудачник, неуверенный в своих способностях.
Нередко жалуется или лжёт о своей профессии, любовных отношениях, и о многом другом, что, как правило, в конечном итоге оборачивается для него неприятностями.
Часто использует вымышленное имя («Арт Ванделей»), когда лжёт или выдаёт себя за другую личность.
Элейн кратко обрисовала Джорджа следующим образом: «низкорослый полный бестолковый лысый человек».
Несмотря на эти недостатки, или, возможно, благодаря им, Джордж неоднократно заводит отношения с женщинами, а также делает успешную карьеру на вспомогательной должности в бейсбольном клубе «Нью-Йорк Янкис».
Однако из-за недостатков Джорджа эти успехи обычно длятся недолго.

### Элейн Бенес
Элейн Бенес (Джулия Луи-Дрейфус) — в прошлом близкая подруга Джерри. 
Склонна быть предельно откровенной с людьми, из-за чего попадает в неприятности.

Элейн то и дело можно видеть в её нескончаемом поиске безупречного мужчины. Расставания с партнёрами у Элейн часто происходят по схожему с расставаниями Джерри принципу — из-за пустяков. Например, в одном случае она расстаётся с мужчиной из-за того, что в его записке не было ни одного восклицательного знака.

### Космо Крамер
Космо Крамер (Майкл Ричардс) — эксцентричный сосед Джерри из квартиры напротив. До середины сериала его необычное имя не раскрывается. Имеет ключ от квартиры Джерри и заходит, когда вздумается, как правило, очень резко распахивая дверь. Занимает у Джерри вещи и продукты, но никогда не возвращает. Часто выдумывает диковинные схемы обогащения (книга для кофейных столиков о кофейных столиках; сеть ресторанов «сделай-собственную-пиццу»; мужской одеколон с запахом недавнего купания в океане; мужской бюстгальтер «Бро» в соавторстве с отцом Джорджа). Не имеет видимых средств к существованию. Как выразился о Креймере Джордж «Как он может ехать в отпуск? От чего ему отдыхать? Он занимается ничем, работает нигде, и тем не менее где-то берет деньги и имеет успех у женщин!».

## Показ
Сериал транслировался в США на телеканале NBC, в Великобритании он доступен на сервисе Видео по запросу All 4. В сентябре 2019 года Netflix в рамках сделки на $500 млн приобрёл права в том числе и на этот сериал, показ которого стал доступным с 2021 года.

## Оценки
Обозревательница The Guardian Рианнон Люси Кослетт, пересмотревшая сериал в 2020 году, высказала мнение, что «Сайнфелд» не является «шоу ни о чём» (концепция чего обыгрывалась в самом «Сайнфелде» в серии The Pitch), так как первоначально сериал повествовал о повседневной жизни комика. Также она противопоставила «Сайнфелда» вышедшим более поздно «Друзьям», чьи лучшие моменты были взяты или вдохновлены предшественником. В 2009 году TV Guide поместил эпизод «Соревнование» на первое место в своём списке величайших эпизодов всех времён.

## Награды и номинации
- 1990 — номинация на Прайм-таймовую премию «Эмми» за лучший монтаж для сериала (Роберт Саундерс).
- 1991 — три номинации на Прайм-таймовую премию «Эмми»: лучшая режиссура для комедийного сериала (Том Чероунс), лучший сценарий для комедийного сериала (Ларри Дэвид; Джерри Сайнфелд и Ларри Дэвид).
- 1992 — две Прайм-таймовые премии «Эмми» за лучший сценарий для комедийного сериала (Элейн Поуп и Ларри Чарльз) и лучший монтаж для сериала (Джанет Ашикага), а также 7 номинаций: лучший комедийный сериал, лучший актёр в комедийном сериале (Джерри Сайнфелд), лучший актёр второго плана в комедийном сериале (Джейсон Александер), лучшая актриса второго плана в комедийном сериале (Джулия Луи-Дрейфус), лучшая режиссура для комедийного сериала (Дэвид Стайнберг), лучший сценарий для комедийного сериала (Ларри Дэвид; Ларри Дэвид, Боб Шоу и Дон Макинери).
- 1993 — три Прайм-таймовые премии «Эмми» за лучший комедийный сериал, лучший сценарий для комедийного сериала (Ларри Дэвид) и лучшую мужскую роль второго плана в комедийном сериале (Майкл Ричардс), а также 8 номинаций: лучший актёр в комедийном сериале (Джерри Сайнфелд), лучший актёр второго плана в комедийном сериале (Джейсон Александер), лучшая актриса второго плана в комедийном сериале (Джулия Луи-Дрейфус), лучший приглашённый актёр в комедийном сериале (Билл Эрвин), лучшая режиссура для комедийного сериала (Том Чероунс), лучший сценарий для комедийного сериала (Ларри Чарльз), лучший монтаж для сериала (Джанет Ашикага), лучшее смешение звука для комедийного сериала.
- 1993 — номинация на премию «Золотой глобус» за лучшую мужскую роль второго плана в сериале, мини-сериале или телефильме (Джейсон Александер).
- 1994 — две Прайм-таймовые премии «Эмми» за лучшую мужскую роль второго плана в комедийном сериале (Майкл Ричардс) и за лучший монтаж для сериала (Джанет Ашикага), а также 10 номинаций: лучший комедийный сериал, лучший актёр в комедийном сериале (Джерри Сайнфелд), лучший актёр второго плана в комедийном сериале (Джейсон Александер), лучшая актриса второго плана в комедийном сериале (Джулия Луи-Дрейфус), лучший приглашённый актёр в комедийном сериале (Джадж Рейнхолд), лучшая приглашённая актриса в комедийном сериале (Марли Матлин), лучшая режиссура для комедийного сериала (Том Чероунс), лучший сценарий для комедийного сериала (Ларри Дэвид; Лоуренс Леви и Ларри Дэвид), лучшее смешение звука для комедийного сериала.
- 1994 — три премии «Золотой глобус»: лучший комедийный сериал, лучший актёр в комедийном сериале (Джерри Сайнфелд), лучшая актриса второго плана в сериале, мини-сериале или телефильме (Джулия Луи-Дрейфус), а также номинация в категории «Лучший актёр второго плана в сериале, мини-сериале или телефильме» (Джейсон Александер).
- 1995 — Прайм-таймовая премия «Эмми» за лучший монтаж для сериала (Джанет Ашикага), а также 6 номинаций: лучший комедийный сериал, лучший актёр в комедийном сериале (Джерри Сайнфелд), лучший актёр второго плана в комедийном сериале (Джейсон Александер и Майкл Ричардс), лучшая актриса второго плана в комедийном сериале (Джулия Луи-Дрейфус), лучшая режиссура для комедийного сериала (Энди Аккерман).
- 1995 — две премии Гильдии киноактёров США за лучший актёрский ансамбль в комедийном сериале и лучшую мужскую роль в комедийном сериале (Джейсон Александер), а также номинация за лучшую женскую роль в комедийном сериале (Джулия Луи-Дрейфус).
- 1995 — четыре номинации на премию «Золотой глобус»: лучший комедийный сериал, лучший актёр в комедийном сериале (Джерри Сайнфелд), лучший актёр второго плана в сериале, мини-сериале или телефильме (Джейсон Александер), лучшая актриса второго плана в сериале, мини-сериале или телефильме (Джулия Луи-Дрейфус).
- 1996 — Прайм-таймовая премия «Эмми» за лучшую женскую роль второго плана в комедийном сериале (Джулия Луи-Дрейфус), а также 10 номинаций: лучший комедийный сериал, лучший актёр в комедийном сериале (Джерри Сайнфелд), лучший актёр второго плана в комедийном сериале (Джейсон Александер и Майкл Ричардс), лучший приглашённый актёр в комедийном сериале (Ларри Томас), лучшая режиссура для комедийного сериала (Энди Аккерман), лучший сценарий для комедийного сериала (Спайк Ферестен), лучший кастинг для сериала, лучший монтаж для сериала (Джанет Ашикага), лучшее смешение звука для комедийного сериала.
- 1996 — четыре номинации на премию Гильдии киноактёров США: лучший актёрский ансамбль в комедийном сериале, лучшая женская роль в комедийном сериале (Джулия Луи-Дрейфус), лучшая мужская роль в комедийном сериале (Джейсон Александер и Майкл Ричардс).
- 1996 — две номинации на премию «Золотой глобус» за лучший комедийный сериал и за лучшую мужскую роль в комедийном сериале (Джерри Сайнфелд).
- 1997 — Прайм-таймовая премия «Эмми» за лучшую мужскую роль второго плана в комедийном сериале (Майкл Ричардс), а также 8 номинаций: лучший комедийный сериал, лучший актёр второго плана в комедийном сериале (Джейсон Александер), лучшая актриса второго плана в комедийном сериале (Джулия Луи-Дрейфус), лучший приглашённый актёр в комедийном сериале (Джерри Стиллер), лучшая режиссура для комедийного сериала (Энди Аккерман), лучший сценарий для комедийного сериала (Питер Мелман, Джилл Франклин), лучший кастинг для сериала, лучший монтаж для сериала (Скип Коллектор).
- 1997 — две премии Гильдии киноактёров США за лучший актёрский ансамбль в комедийном сериале и лучшую женскую роль в комедийном сериале (Джулия Луи-Дрейфус), а также две номинации за лучшую мужскую роль в комедийном сериале (Джейсон Александер и Майкл Ричардс).
- 1997 — номинация на премию «Золотой глобус» за лучший комедийный сериал.
- 1998 — 5 номинаций на Прайм-таймовую премию «Эмми»: лучший комедийный сериал, лучший актёр второго плана в комедийном сериале (Джейсон Александер), лучшая актриса второго плана в комедийном сериале (Джулия Луи-Дрейфус), лучший приглашённый актёр в комедийном сериале (Ллойд Бриджес), лучший монтаж для сериала (Скип Коллектор).
- 1998 — две премии Гильдии киноактёров США за лучший актёрский ансамбль в комедийном сериале и лучшую женскую роль в комедийном сериале (Джулия Луи-Дрейфус), а также две номинации за лучшую мужскую роль в комедийном сериале (Джейсон Александер и Майкл Ричардс).
- 1998 — три номинации на премию «Золотой глобус»: лучший комедийный сериал, лучший актёр в комедийном сериале (Джерри Сайнфелд), лучший актёр второго плана в сериале, мини-сериале или телефильме (Джейсон Александер).
- 1999 — две номинации на премию Гильдии киноактёров США за лучшую мужскую роль в комедийном сериале (Джейсон Александер) и лучшую женскую роль в комедийном сериале (Джулия Луи-Дрейфус).